# Craig Zadan
Craig Zadan (* 15. April 1949 in Miami, Florida; † 20. August 2018) war ein US-amerikanischer Filmproduzent. Neben zahlreichen Filmen hat er unter anderem auch die Oscarverleihungen 2013, 2014 und 2015 produziert. Zusammen mit Neil Meron gründete er die Produktionsfirma Storyline Entertainment.

## Leben
Im Alter von zwei Jahren zog seine Familie nach Brooklyn. Zunächst arbeitete Zadan für das New York Magazine und schrieb unter anderem Beiträge für After Dark. In den 1970er Jahren machte er die Bekanntschaft von Neil Meron in New York. Beide arbeiteten für drei Jahre am Joseph Papp's New York Shakespeare Festival. 1979 zog Zadan nach Los Angeles, Meron folgte ihm ein Jahr später. Zusammen gründeten sie 1980 schließlich Storyline Entertainment und produzierten seitdem für Kino und Fernsehen. Außerdem brachten sie diverse Musicals ins Fernsehen wie etwa Cinderella (1997), Annie (1999) oder auch The Music Man (2003).

## Filmografie (Auswahl)
- 1984: Footloose
- 1989: Sing – Die Brooklyn-Story (Sing)
- 1991: Teen Agent – Wenn Blicke töten könnten (If Looks Could Kill)
- 1996: Ein Präsident für alle Fälle (My Fellow Americans)
- 2002: Chicago
- 2003–2004: Absolut relativ (It’s All Relative) (11 Episoden)
- 2007: Hairspray
- 2007: Das Beste kommt zum Schluss (The Bucket List)
- 2009–2013: Drop Dead Diva (53 Episoden)
- 2011: Footloose
- 2012: Smash (15 Episoden)
- 2013: Oscarverleihung 2013
- 2013: Bonnie & Clyde (2 Episoden)
- 2014: Oscarverleihung 2014
- 2014: Happyland (8 Episoden)
- 2015: Oscarverleihung 2015